# Mallojula Koteshwara Rao
Mallojula Koteshwara Rao (ur. 26 listopada 1956, zm. 24 listopada 2011) – indyjski maoista, jeden z liderów militarnego skrzydła Komunistycznej Partii Indii (maoistowskiej).

## Życiorys
Urodził się w bramińskiej rodzinie w stanie Andhra Pradesh w 1956 roku. Początkowo zaangażował się w działalność Unii Radykalnych Studentów. W 1974 roku zaangażował się w działalność Komunistycznej Partii Indii (Marksistowsko-Leninowskiej) Wojna Ludowa. W 1977 roku stanął na czele ruchu chłopskiego, w którym uczestniczyło się ponad 60 tysięcy osób. W 1990 roku gdy został sekretarzem stanowym partii, nakazano mu przeniesienie się do Dandakaranya, potem do Zachodniego Bengalu i w końcu Jharkhand. Związał się ze zbrojnym ruchem maoistowskim i dzięki jego staraniom w 2004 roku doszło do połączenia Grupy Wojny Ludowej z Maoistowskim Centrum Komunistycznym Indii. 24 listopada został zamordowany w dżungli w stanie Bengal Zachodni po 30-minutowej wymianie ognia. Razem z nim zginęli także inni czołowi działacze maoistowscy.